# Cryptoblepharus poecilopleurus
Cryptoblepharus poecilopleurus là một loài thằn lằn trong họ Scincidae. Loài này được Wiegmann mô tả khoa học đầu tiên năm 1836.